# Kristiyana Valcheva
Kristiyana Valcheva (transliteración del búlgaro Кристияна Вълчева) (Bulgaria, 12 de marzo de 1959) enfermera búlgara nacida en Sofía. Fue una de las seis enfermeras encarceladas y acusadas de infectar intencionadamente a más de 400 niños con el virus del sida en el Hospital Al-Fatah en Bengasi, la segunda ciudad de Libia.

## Vida personal
Procedente de una familia de constructores en Sofía, Valcheva decidió en 1991 instalarse en el extranjero. Para ello, eligió Libia por su clima soleado y sus buenos salarios. Comenzó a trabajar en una unidad de hemodiálisis en Bengasi, a una milla de distancia del hospital infantil donde el problema del sida irrumpió en 1998.

### Juicios en Libia
Valsheva y los otros trabajadores sanitarios fueron arrestados en 1999, acusados de infectar a 438 niños con sangre infectada con VIH. Negaron los cargos y científicos extranjeros defendieron que la epidemia fue probablemente el resultado de una higiene deficiente. Las enfermeras Snezhana Dimitrova, Nasya Nenova, Valya Cherveniashka, Valentina Siropulo, Kristiyana Valcheva, y el doctor Ashraf Juma Hajuj fueron sentenciados a muerte en 2004. 
La Corte Suprema de Libia ordenó un nuevo juicio para los trabajadores del hospital después de una protesta internacional contra las sentencias. El segundo juicio finalizó con el mismo veredicto en diciembre de 2006, a pesar de existir semanas antes un informe científico que afirmaba que el VIH estaba presente en el hospital antes de que los seis comenzaran a trabajar allí. Varias de los enfermeras dijeron que fueron torturadas y violadas para obtener confesiones. La tercera vez que fueron condenados a muerte ocurrió el 11 de julio de 2007. Ese mismo año, el Alto Consejo Judicial de Libia decidió cambiar las sentencias de muerte contra las cinco enfermeras búlgaras y el médico palestino por el ingreso en prisión.

### Liberación
Después de pasar 2.755 días en prisión, Libia aceptó que trasladaran su condena carcelaria a Bulgaria, después de que Trípoli demandara estabilidad en las relaciones con todos los Estados miembros de la UE. Sin embargo, menos de una hora después de que los trabajadores llegaran a su casa, el presidente de Bulgaria, Georgi Parvanov, emitió una orden especial de indulto para todos ellos. El acuerdo de liberación de los médicos fue alcanzado tras años de intensa presión internacional, especialmente por parte de la Unión Europea. "Sin ello, no seríamos libres hoy", dijo Valcheva en una entrevista durante una visita al Parlamento Europeo en 2007. La campaña internacional de apoyo a los médicos siempre puso de relieve que los profesionales se habían convertido en chivos expiatorios de los fracasos del sistema sanitario de Libia. "El regreso de los médicos es un resultado directo de la pertenencia de Bulgaria a la Unión Europea, de la solidaridad que la UE ha mostrado a Bulgaria", dijo el primer ministro búlgaro Sergei Stanishev después de la liberación de los condenados.

### Publicaciones
En el 2008, Kristiyana Vulcheva presentó en Bulgaria su libro "8 años como rehenes de Gadaafi", escrito en colaboración con la periodista Mirolyuba Benatova. El trabajo fue presentado también bajo distintos títulos en francés, alemán e inglés.

### Vip Brother
Krystiyana participa actualmente (2009) como una de los 17 participantes en la tercera sesión del programa VIP Brother en Bulgaria. Cada uno de ellos compite por causas solidarias.

## Enlaces
Artículos aparecidos en prensa sobre Kristiyana Valcheva
- Datos: Q654067